# Alida Rabe
Alida Christina (Kristina) Rabe, född den 18 december 1825 i Fors socken i Västergötland, död den 9 juni 1870 i Stockholm, var en svensk målare.
Alida Rabe kom tidigt till Stockholm och fick där sin första utbildning inom konsten av Johan Gustaf Köhler och därefter studerade hon för Olof Södermark. I början av 1850-talet reste hon till Düsseldorf och 1855–1858 studerade hon för Ange Tissier och Ary Scheffer i Paris.  Hon vistade i Paris från 1855 till 1858 och även en längre tid från 1863.
Bland hennes verk finns genrebilder, porträtt samt mytologiska och historiska motiv, såsom Oedipus och Antigone, Änkans skärf, Abrahams offer, Paulus i fängelset, med flera. Bland hennes noterbara porträtt märks de av skalden Per Daniel Amadeus Atterbom och Sophie Amalia Ribbing. Hon var agré av Konstakademien.
Alida Rabe var dotter till häradshövdingen Lars Reinhold Rabe och hans andra hustru Maria Anna Gordon Ahlberg. Hon var halvsyster till filologen Gustaf Reinhold Rabe och helsyster till justitierådet Julius Rabe. Alida Rabe begravdes den 14 juli 1870 på Norra begravningsplatsen i Stockholm.